# Captain Planet (Band)
Captain Planet ist eine 2003 gegründete Emopunkband aus Hamburg.

## Werdegang

### Frühphase
Vier Musikfreunde aus Dörfern der Gegend zwischen Elbe und Weser gründeten Lizzard Loo Ende der 1990er Jahre und brachten 2000 die selbstgebrannte CD Some Wonder Some Don’t So What If I in Umlauf. Die englisch gesungenen Songs bewegen sich stilistisch im Skate- und Melodycore und fanden keine Beachtung.
Mit den Erfahrungen im Songwriting entschied sich die Band für einen Neuanfang, änderte den Namen in Captain Planet und ließ den Einfluss von Bands wie At The Drive-In, Dag Nasty, Gorilla Biscuits, Hot Water Music und deutschem Emocore Katzenstreik hören. Nach ersten Demoaufnahmen entstand eine Demo-CD mit den Freunden der Band Matula. Hierauf wurde das D.I.Y.-Label
unterm durchschnitt aufmerksam, bei dem auch Katzenstreik veröffentlichten und das mit Konzertveranstaltern gut vernetzt war.

### 2005 bis 2009 D.I.Y.-Phase
Unterm Durchschnitt veröffentlichte 2005 die EP Unterm Pflaster der Strand, welche den Song Baumhaus enthielt. Der Song entwickelte sich unerwartet zur Hymne der deutschen Emopunk-Kultur. Die Band tourte ausgiebig durch Deutschland und erhielt positive Resonanz für ihre Musik und Auftritte. Die nicht veröffentlichten Songs der Aufnahmen zur EP wurden, um wichtige politische Zwecke zu unterstützen, auf Soli-Samplern veröffentlicht.
Mit neuem Bassisten Marco Heckler entsteht zwischen Touren und Studioaufenthalt Wasser kommt Wasser geht. Das 2007 veröffentlichte Album fängt die Energie der Livekonzerte ein und überrascht durch seine reduzierten Songstrukturen. Die Online-Ausgabe der Zeit kürte das Album zur „Besten Punkplatte seit Jahren“. Die Band erhielt auch in der Subkultur positive Kritiken für ihre eindringlichen Texte und den charakteristischen Hamburger Emopunk-Sound. Besonders hervorgehoben wurden Wespenstich und Hols Stöckchen Bitte. Zum Song So Much Water So Close To Home entsteht ein selbstproduzierter Videoclip mit Tourszenen.
Für die The Kids in Misery 10-Split-EP (2008) mit Matula, Planke und Mikrokosmos23 steuerte die Band den seit 2005 unveröffentlichten Song Eingekehrt bei.
Auf dem 2009 erschienenen zweiten Album Inselwissen führt die Band nach dem melancholischen Eröffnungssong Walbaby ihren Emopunksound des Debütalbums konsequent fort. Songs wie Hans Dampf und Blick Durch Den Lattenrost wurden von der Musikkritik besonders hervorgehoben. „Captain Planet beweisen mit ‚Inselwissen‘, dass sie nicht nur ihren Stil verfeinert, sondern auch ihr Songwriting auf ein neues Level gehoben haben,“ rezensiert PunkNews. Der Song Rambo wurde als limitierte CD-Single veröffentlicht, die lediglich vor Konzerten verschenkt wird. Auf unabhängigen Radiostationen erhielten Captain Planet AirPlay und aufgrund ausverkaufter Konzerte musste auf größere Clubs ausgewichen werden.
2011 erschien eine Split-Single gemeinsam mit der Band duesenjaeger.

### 2010 – heute Kommerzielle Erfolge
Nach dem Wechsel zum Label Zeitstrafe erschien das Album Treibeis 2012. Basti Beyer (Gitarrist von Matula) stieg als fünftes Bandmitglied ein.
Gemeinsam mit dem Singer-Songwriter ClickClickDecker veröffentlichte die Band 2013 eine weitere Splitsingle und steuerte den Coversong Vogelkind (im Original von El Mariachi) bei.
Das Album Ein Ende (2016) stieg auf Platz 42 in die deutschen Charts ein und untermauerte den kommerziellen Erfolg im Mainstream der deutschen Rock- und Popkultur. Die Visions veröffentlichte zwei Rezensionen – eine Lobeshymne und einen Verriss: „Deshalb klingt ‚Ein Ende‘ so schmerzhaft wie ein Klassentreffen, bei dem man all das ungefragt wieder hervorwürgen muss, was man erfolgreich verdrängt hatte.“ Die Band tourte weiter, fuhr die Touraktivitäten insgesamt aber zurück.
Mit den Bandfreunden Matula wurde 2018 ein weiteres Split-Singleprojekt veröffentlicht.
2023 kündigte die Band ein neues Album mit dem Titel Come on, Cat an. Das Album erreichte für eine Woche Platz 11 der deutschen Charts.

## Trivia
- Der Bandname ist der gleichnamigen Comicserien Captain Planet entlehnt und steht in Tradition deutscher Emopunkbands mit derlei Bezügen. Auf früheren Veröffentlichungen schrieb sich die Band Captain PlanET.
- „Unterm Pflaster liegt der Strand“ ist ein politischer Slogan aus den 1968er-Jahren, der während der Studentenproteste in Frankreich auf Graffiti-Wänden auftauchte. Es drückt die Vorstellung aus, dass unter den bestehenden sozialen Strukturen und Normen eine utopische oder bessere Realität existiert. Es symbolisiert den Wunsch nach Veränderung und der Enthüllung einer verborgenen, freieren Welt unter der scheinbaren Oberfläche der Gesellschaft.
- Die auf Starburst-Vinyl zum Record Store Day angekündigte Neuauflage von Wasser kommt Wasser geht wurde von unterm durchschnitt zurückgerufen.

## Diskografie

### Alben
- 2007: Wasser kommt Wasser geht (CD/LP, unterm durchschnitt)
- 2009: Inselwissen (CD/LP, unterm durchschnitt)
- 2012: Treibeis (CD/LP, Zeitstrafe)
- 2016: Ein Ende (CD/LP, Zeitstrafe)
- 2023: Come On, Cat (CD/LP/Tape, Zeitstrafe)

### EPs und Tapes
- 2005: Unterm Pflaster der Strand (7" EP, unterm durchschnitt)
- 2006: Split-Tape mit Matula (Eigenproduktion)
- 2008: Split-10" mit Matula, Planke und Mikrokosmos23 (10", Kids in Misery / Unterm Durchschnitt)
- 2011: Split-7" mit Duesenjaeger (Eigenproduktion)
- 2013: Split-7" mit ClickClickDecker (Zeitstrafe)
- 2018: Split-7" mit Matula (Zeitstrafe)
- 2025: Reste (12" EP, Zeitstrafe)

### Kompilation
- 2011: s/t 12" (Coffeebreath and Heartache.com) kompiliert bereits veröffentlichte Aufnahmen der Frühphase